# Ядвіга Городиська
Ядві́га Городи́ська (пол. Jadwiga Horodyska, 14 серпня 1905, Трибухівці поблизу Бучача — 10 жовтня 1973, Краків) — польська скульпторка, викладачка. Працювала у Львові, Журавному, Кракові.

## Біографія
Народилась 14 серпня 1905 у Трибухівцях (нині Бучацького району Тернопільської області) в сім'ї живописця Францішека Городиського та Марти з Йодко-Наркевичів. Родина часто змінювала місце проживання: початкову освіту здобувала у Львові, в Закопаному і врешті знову у Львові у приватній гімназії сестер назаретанок. Атестат датується 1925 роком. Паралельно отримала перші уроки образотворчого мистецтва в майстерні батька. Навчалась на відділі пластичних мистецтв Промислової школи у Львові (1927—1929). Серед викладачів були зокрема Ян Нальборчик і Юзеф Стажинський. Поступила на другий курс Королівської академії мистецтв у Римі (1929—1932). Повернувшись до Львова, займалась храмовою скульптурою, працювала на фабриці алебастрових виробів у Журавні. Перші роботи творила під впливом традицій «роденізму» і раннього італійського неокласицизму. У другій половині 1933 року отримала стипендію Національного фонду культури, завдяки чому вдруге виїхала до Риму, де проходила додатковий річний курс професора Занеллі. Паралельно навчалась у Г. Ардіні у школі різьби в мармурі, а також опановувала техніку заміщення воску в майстерні художнього литва з бронзи. Повернувшись з Риму, стала відома завдяки храмовій скульптурі. У роботах цього періоду помітні впливи творчості Яніни Райхерт-Тот, архаїзуючої манери Антуана Бурделя, стилістики ар деко. У Львові родина Городиських проживала на вулиці Земялковського, 8 (тепер вулиця Новаківського).
Під час війни частину родини вивезено до Казахстану. Брат Корнель потрапив до полону і загинув у Старобільську. Ядвіга Городиська діяла у польському підпіллі. У той час проживала на вулиці Домбровського, 7 (тепер вул. Рутковича). 1940 року перебралась до Кракова. Майже не працювала творчо, перебиваючись випадковими підробітками, приватним навчанням. У Кракові також належала до підпілля.
Після Другої світової війни працювала у Кракові професоркою політехніки. Товаришувала з Яніною Райхерт-Тот. Проживала на вулиці Баштовій, 17. 1962 року на запрошення приятельки Ванди де Андрайс з Виговських перебувала в Римі. Там потрапила у ДТП, внаслідок чого здоров'я було сильно підірване. 31 січня 1972 року через стан здоров'я вийшла на пенсію. Померла 10 жовтня 1973 року у Кракові. 16 жовтня похована на Раковицькому цвинтарі в родовому гробівці Можицьких (46 ряд) (за іншими даними, 64-й західний ряд, гробівець Трембецьких). 2005 року мистецтвознавець Юрій Смірнов видав у Львові монографію польською мовою «Ядвіга Городиська. Життя і творчість» (пол. Jadwiga Horodyska. Życie i twórczość artystyczna), присвячену скульпторці.

## Родина, знайомства
Ядвіга Городиська була донькою власника маєтку в Трибухівцях живописця Францішека Городиського гербу Корчак (1871—1935) та його дружини Марти з Йодко-Наркевичів гербу Лис. Рідний брат Корнель потрапив до радянського полону і 1940 року розстріляний у Старобільську. Його дружина незабаром загинула в Бухаресті. Донька брата з часом поселилась разом із Ядвігою Городиською у Кракові. У часи радянської окупації частину родини вивезено до Казахстану. У Львові проживає споріднена з Городиськими родина Кипріянів.
Від 1950 тривало знайомство Ядвіги Городиської з Каролем Войтилою, тоді ще молодим вікарієм краківської парафії святого Флоріана. Войтила неодноразово відвідував Городиську беручи в неї уроки італійської і французької. 1956 року за його рекомендацією Городиська отримала замовлення на виготовлення рельєфів для Католицького університету в Любліні. 1959 року обвінчав її племінницю Кінгу. 1973 року Войтила був присутній на похороні скульпторки.

## Роботи

Львів, вірменська катедра, рельєф правого вівтаря

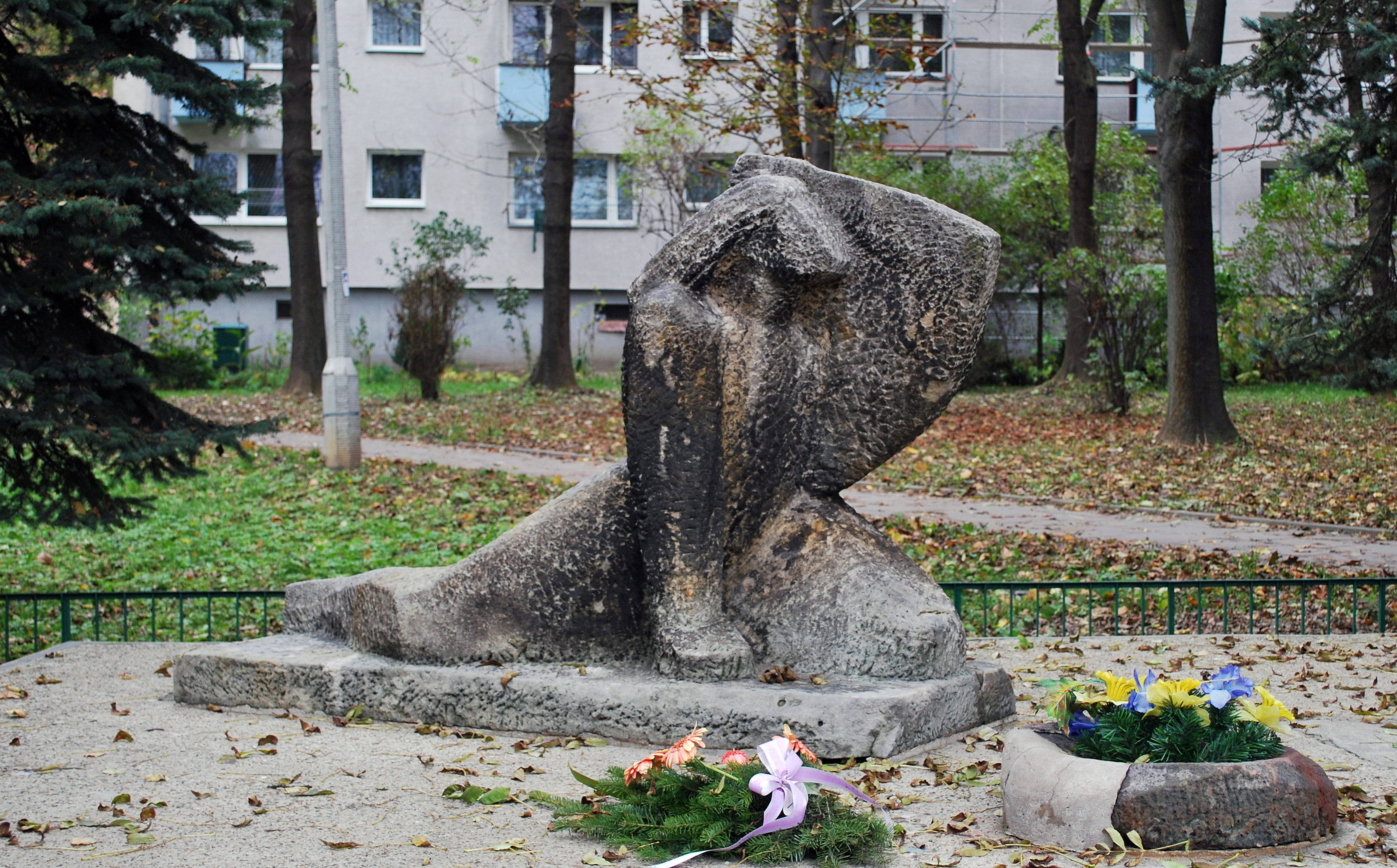
Пам'ятник загиблим 29 січня 1944 р. у Кракові

- «Рибалка» — робота з часів навчання у Промисловій школі (1927).[17]
- Ранні роботи, виконані в Римі 1932 року: горельєф «Розлука» (гіпс, 1931—1932), голова молодої дівчини «Фатум» (бронза, 1932), дипломна робота «Ева» (1932).[2]
- Алебастрові скульптури святих Петра і Павла головного вівтаря гарнізонного костелу в Рівному. Також усі барельєфні елементи. Архітектурний проект цілості у стилі ар деко виконав Юзеф Шостакевич. Вівтар реалізований 1933 року. У радянський час знищений.[18]
- Фігури чотирьох євангелістів, святої Терези та Станіслава Костки для головного вівтаря краківського костелу кармелітів босих на вулиці Раковицькій. Створені протягом 1933—1934 років. Через брак архівних даних склад авторського колективу скульпторів, які працювали над вівтарем, невідомий. Можливо, Городиській належать й інші статуї ансамблю. Серед авторів міг бути також італієць Бертіні, який у той же час працював на фабриці. Архітектор Юзеф Шостакевич, матеріал — журавненський алебастр.[19]
- «Торс» (мармур, 1934).[20]
- «Юнак із кулею» (бронза). Робота з часів другої поїздки до Риму (1933—1934). Експонувалась на виставці TPS у Варшаві 1935 року. Придбана Міністерством закордонних справ Польщі.[21]
- Мати Божа Королева Польщі з двома ангелами у костелі села Забежув Малопольського воєводства (алебастр, 1933).[2]
- Бронзовий рельєф «Благовіщення», виготовлений під час другої подорожі до Риму.[22] Експонувався на виставці TPSP у Львові 1938 року.[23] Придбаний 1938 року міністерством закордонних справ Польщі для польської церкви в Парижі (1934).[22]
- Статуя «Найсвятіше серце Ісусове» у вівтарі однойменної каплиці костелу святої Єлизавети у Львові. У пропорціях сильно вертикалізована. Виконана в середині 1930-х.[24]
- Погруддя промисловця Станіслава Кремера з тонованого гіпсу (бл. 1935).[20]
- Група ангелів, що тримають корону над табернаклем для костелу в місті Ценжковиці Малопольського воєводства (білий журавненський алебастр, 1935).[25] Створена під впливом подібних композицій Яніни Райхерт-Тот (наприклад, у львівському костелі Марії Магдалини).[26]
- Статуї «Христос благословляє дітей» і «Найсвятіше Серце Ісуса» для каплиці в місті Рабка-Здруй Малопольського воєводства (білий журавненський алебастр, 1935).[22]
- Композиція «Христос у гробі» для катедри у Плоцьку (білий журавненський алебастр, 1935).[27]
- Статуетка «Святий Георгій» для полкового салону VI самостійної бригади кавалерії (алебастр, 1935).[27]
- Скульптура Матері Божої до костелу в Комарному (1936).[22]
- Скульптура Ісуса Христа на вежі костелу в місті Радомі (камінь, 1936).[28]
- Алебастрові вівтарні пределли для двох костелів у Ряшеві (1936).[29]
- Багатофігурний барельєф «Вознесіння Діви Марії» для костелу в місті Гель Поморського воєводства (білий журавненський алебастр, 1936).[22]
- Барельєфи табернаклів і горельєфи у бічних вівтарях вірменської катедри у Львові (алебастр, мармур, 1936—1937). Проект вівтарів Мечислава Теодоровича.[30]
- Головний вівтар костелу Матері Божої Громничої у Львові. Класицизуючий, з елементами ар деко. Створений з білого журавненського алебастру із вставками чорного у 1936—1937 роках. Архітектор Юзеф Шостакевич.[31] Вівтар знищений 1979 року.[29] Усі скульптури передано до Львівської галереї мистецтв.[31]
- Алебастрові статуї святих Кирила і Мефодія для костелу в Пекарах-Шльонських (1938).[32]
- Станкова композиція «Іродіада». Створена 1933 року, початково в гіпсі.[33] Експонувалась на виставці TPSP у Львові 1938 року.[23] Отримала спеціальну відзнаку міста Познані, таким чином пройшла відбір на міжнародну виставку в Нью-Йорку (1939).[33] Зберігається в Музеї польського мистецтва в Чикаго.[20]
- «Оголена дівчина» (білий алебастр, 1939).[20]
- Статуя Матері Божої для маєтку Чарторийських у Полкінах (пісковик, 1939).[34]
- Статуя Матері Божої з колоссям для невідомого краківського костелу (бронза, 1945).[35]
- Статуя королевича Казимира для невідомого краківського костелу (бронза, 1948).[35]
- Статуя святого Станіслава. Виконана у 1947—1948 роках, ймовірно, на замовлення кардинала Адама Сапіги. Подарована Краківською дієцезією організації польських емігрантів у США.[35]
- Композиція «Святий Йосиф з Немовлям Ісусом» (бетон, 1949).[35]
- Статуя єпископа Вінцентія Кадлубика (бетон, 1949).[35]
- Барельєфний триптих головного вівтаря катедри в Ченстохові. Є серією панно зі сценами з життя Ісуса. Вирізьблені виконавцями в дереві за гіпсовими моделями Городиської. Замовлення від 1950 року.[36]
- Реставрація (відновлення голови) барокової статуї Матері Божої з Дитятком перед катедрою у Вроцлаві, ушкодженої під час війни (1953).[37]
- Портретний бронзовий медальйон із профілем фізика Стефана Пеньковського (пом. 1953) на Повонзківському цвинтарі (катакомби, Алея заслужених, 31).[38]
- Монументальні скульптури в оздобленні парафіяльного костелу в Кросно (1954—1956).[39]
- Оздоблення парафіяльного костелу в місті Сушець (1954—1956).[40]
- Скульптурне оздоблення парафіяльного костелу в селі Косина (1954—1956).[41]
- «Медсестра» (1956, металобетон). Встановлена у краківській школі медсестер.[42]
- Рельєфи із зображенням стацій хресної дороги для Католицького університету в Любліні (тонований гіпс, 1956).[43]
- Барельєфи «Проповідь Ісуса в човні», «Поклоніння ангелів, які тримають Гостію», «Святий Франциск» (усі 1961).[44]
- «Дівчина із дзбаном» (бл. 1960, штучний камін, керамічні вставки). Санаторій у Гочалковицях.[42]
- Статуя «Найсвятіше Серце Ісуса» для костелу в Катовіцах (1961).[44]
- Пам'ятник 440 полякам, розстріляним 29 січня 1944 року у Кракові. Встановлений 1963 року, співавтори Мар'ян Гродзицький, Збігнев Тшебятовський.[45]
- Бронзове погруддя кардинала Адама Стефана Сапіги у пресбітерії краківської катедри (1966).[46]

## Нереалізовані проекти
- Конкурсний проект пам'ятника Фридерикові Шопену у Кракові (1948, співавтор С. Мурчинський).[47]
- Конкурсний проект пам'ятника жертвам гітлеризму в Освенцимі і Бжезниці (1950). Отримав відзнаку і придбаний музеєм.[48]

## Участь у виставках
- Виставка GUT у Римі (1932).[49]
- Салон Товариства приятелів красних мистецтв, Львів (1938).[23]
- Виставка з нагоди 10-ліття ПНР, Варшава.[50]
- Виставка з нагоди 15-ліття ПНР, Варшава.[50]
- Виставка з нагоди 20-ліття ПНР, Варшава.[50]
- Виставка з нагоди 25-ліття ПНР, Варшава.[50]
- Персональна виставка у клубі Краківської політехніки (1967).[50]
- Виставка в містах Ополе і Прага.[50]